# 21. јун
21. јун (21.6.) је 172. дан године по грегоријанском календару (173. у преступној години). До краја године има још 193 дана.

## Догађаји
- 217. п. н. е. — Римљани предвођени Гајем Фламинијем су поражени у бици код Тразименског језера када су упали у Ханибалову замку.
- 1813 — У бици код Виторије, британска војска под вођством војводе од Велингтона поразила је снаге Наполеоновог брата Жозефа, краља Шпаније.
- 1881 — Кнез Милан Обреновић обележио је сребрним будаком почетак градње пруге Београд-Ниш, прве железничке пруге у Србији. Први путнички воз ка Нишу кренуо је са београдске железничке станице 3. септембра 1884.
- 1919 — По наређењу адмирала Ројтера, посада немачке ратне флоте потопила је већину својих бродова (преко 70) који су, након капитулације Немачке у Првом светском рату, били стационирани у британској поморској бази Скапа Флоу у Шкотској.
- 1942 — Немачки афрички корпус фелдмаршала Ервина Ромела заузео је у Другом светском рату град Тобрук у Либији и заробио 25.000 британских војника.
- 1945 — Јапанске трупе на острву Окинава, које је служило као последња одбрана Јапана у Другом светском рату, предале су се Американцима.
- 1948 — Продуцентска кућа Колумбија рекордс произвела је прву успешну лонгплеј плочу од винил пластике.
- 1963 — Кардинал Ђовани Батиста Монтини постао је папа Павле VI, након смрти папе Јована XXIII.
- 1963 — Председник Француске Шарл де Гол повукао је поморске снаге из НАТО-а.
- 1970 — У финалу Светског фудбалског првенства Бразил је у Сијудад Мексику победио Италију са 4:1 и постао први троструки освајач трофеја Жила Римеа.
- 1981 — На општим изборима у Француској убедљиво су победили социјалисти и постали најјача партија са 38% укупних гласова. Лидер социјалиста Франсоа Митеран у мају исте године постао је председник Француске.
- 1990 —
  - У Мађарској је званично поново отворена берза, коју су комунистичке власти затвориле 42 године раније.
  - У земљотресу на северу Ирана погинуло је око 100.000 људи.
- 2002 — Бивши директор Радио-телевизије Србије Драгољуб Милановић осуђен је на десет година затвора због погибије 16 радника те телевизије у НАТО-бомбардовању 23. априла 1999. По правоснажности пресуде 20. маја 2001, Милановић се два месеца крио у Црној Гори, где је ухапшен у полицијској акцији „Сабља“ и спроведен у затвор Забела код Пожаревца.

## Рођења
- 1863 — Макс Волф, немачки астроном, један од зачетника астрофотографије. (прем. 1932)[1]
- 1878 — Филип Филиповић, српски и југословенски математичар, политичар и револуционар, један од оснивача КП Југославије и њен први секретар. (прем. 1938)
- 1905 — Жан-Пол Сартр, француски филозоф, књижевник, драматург, сценариста и књижевни критичар, добитник Нобелове награде за књижевност (1964). (прем. 1980)[2]
- 1921 — Џејн Расел, америчка глумица и певачица. (прем. 2011)[3]
- 1921 — Џуди Холидеј, америчка глумица, комичарка и певачица. (прем. 1965)[4]
- 1925 — Морин Стејплтон, америчка глумица. (прем. 2006)[5]
- 1932 — Лало Шифрин, аргентински џез пијаниста, диригент и композитор филмске музике. (прем. 2025)[6]
- 1935 — Франсоаз Саган, француска књижевница, драматуршкиња и сценаристкиња. (прем. 2004)[7]
- 1948 — Јован Аћимовић, српски фудбалер и фудбалски тренер.[8]
- 1948 — Ијан Макјуан, енглески књижевник и сценариста.[9]
- 1950 — Џои Крејмер, амерички музичар, најпознатији као бубњар групе Aerosmith.[10]
- 1951 — Душан Теодоровић, српски саобраћајни инжењер, универзитетски професор и академик.[11]
- 1953 — Беназир Буто, пакистанска политичарка, премијерка Пакистана у два наврата. (прем. 2007)[12]
- 1955 — Мишел Платини, француски фудбалер и фудбалски тренер.[13]
- 1959 — Том Чејмберс, амерички кошаркаш.[14]
- 1961 — Ману Чао, француски музичар[15]
- 1962 — Виктор Цој, руски музичар. (прем. 1990)
- 1966 — Иван Тасовац, српски пијаниста и политичар, дугогодишњи директор Београдске филхармоније. (прем. 2021)[16]
- 1971 — Анет Олсон, шведска музичарка, најпознатија као певачица групе Nightwish.[17]
- 1973 — Иван Аџић, српски фудбалер и фудбалски тренер.[18]
- 1973 — Џулијет Луис, америчка глумица и музичарка.[19]
- 1974 — Флавио Рома, италијански фудбалер.[20]
- 1979 — Костас Кацуранис, грчки фудбалер.[21]
- 1979 — Крис Прат, амерички глумац.[22]
- 1980 — Бранко Бошковић, црногорски фудбалер.[23]
- 1983 — Едвард Сноуден, амерички дисидент.[24]
- 1985 — Амел Бент, француска певачица.[25]
- 1985 — Лана дел Реј, америчка музичарка.[26]
- 1986 — Андреа Чинчарини, италијански кошаркаш.
- 1988 — Тадијус Јанг, амерички кошаркаш.[27]
- 1990 — Сандра Перковић, хрватска атлетичарка.[28]
- 1990 — Душан Чантекин, српско-турски кошаркаш.[29]
- 1995 — Исидора Симијоновић, српска глумица и певачица.
- 1997 — Ребека Блек, америчка певачица.[30]

## Смрти
- 1377 — Едвард III, енглески краљ (рођ. 1312)[31]
- 1527 — Николо Макијавели, италијански политичар и писац. (рођ. 1469)[32]
- 1852 — Фридрих Фребел, немачки педагог. (рођ. 1782)[33]
- 1874 — Андерс Јонас Ангстром, шведски физичар. (рођ. 1814)[34]
- 1908 — Николај Римски-Корсаков, руски композитор и диригент. (рођ. 1844)[35]
- 1957 — Јоханес Штарк, немачки физичар. (рођ. 1814)[36]
- 1969 — Морин Коноли, названа Мала Мо, америчка тенисерка. (рођ. 1934)[37]
- 1970 — Ахмед Сукарно, индонежански државник. (рођ. 1901)[38]
- 2000 — Слободан Инић, публициста и политиколог. (рођ. 1946)[39]
- 2001 — Џон Ли Хукер, амерички блуз музичар. (рођ. 1917)[40]
- 2003 — Леон Урис, амерички писац. (рођ. 1924)[41]
- 1885 — Миодраг Ибровац, српски историчар књижевности, романист, академик и професор. (рођ. 1885)[42]
- 2008 — Абдулах Гегић, југословенски и босанскохерцеговачки фудбалски тренер. (рођ. 1924)[43]

## Празници и дани сећања
- Међународни празници
  - Светски дан музике
- Српска православна црква слави:
  - Светог Јефрема - патријарха антиохијског
  - Преподобног Зосима Финикијског
  - Светог великомученика Теодора Стратилата